# Cupello
Cupello község (comune) Olaszország Abruzzo régiójában, Chieti megyében.

## Fekvése
A megye északkeleti részén fekszik. Határai: Fresagrandinaria, Furci, Lentella, Montenero di Bisaccia, Monteodorisio, San Salvo és Vasto.

## Története
Első írásos említése a 15. századból származik. A következő századokban nemesi birtok volt. Önállóságát a 19. század elején nyerte el, amikor a Nápolyi Királyságban felszámolták a feudalizmust.

## Népessége
A népesség számának alakulása:

## Főbb látnivalói
- San Rocco-templom
- Madonna del Ponte-templom